# Campanula longistyla
Campanula longistyla là loài thực vật có hoa trong họ Hoa chuông. Loài này được Fomin mô tả khoa học đầu tiên năm 1904.